# Clerodendrum sinuatum
Clerodendrum sinuatum là một loài thực vật có hoa trong họ Hoa môi. Loài này được Hook. mô tả khoa học đầu tiên năm 1846.